# مجلس عشائر الأنبار
مجلس عشائر الأنبار، ويسمى أيضًا ثوار العشائر، كان مجموعة مسلحة وتحالفًا من القبائل العربية السنية العراقية التي تشكلت في ديسمبر 2013 في محافظة الأنبار قبيل الحرب الأهلية العراقية.

## تاريخ
تم تشكيل المجموعة في ديسمبر 2013 ، في بداية اشتباكات الأنبار ضد حكومة نوري المالكي "الشيعية".  في 4 يناير 2014، استولت المجموعة بالكامل على الفلوجة وأجزاء من الرمادي.
في حين أن معظم الجماعات السنية الأخرى تهدف إلى الإطاحة بالحكومة العراقية، كان مجلس القبائل الأنبار يركز على الاستيلاء على الأنبار وإنشاء منطقتهم الخاصة دون تدخل الحكومة العراقية.
قامت الجماعة بالقتال في هجوم شمال العراق عام 2014، وأعلن مؤسسها وقائدها علي حاتم السليمان أن تنظيم الدولة الإسلامية يشكل فقط 5–7% من القوات المناهضة للحكومة. كما زعم أن جماعته كانت قادرة على هزيمة تنظيم الدولة الإسلامية حيث قامت حكومة المالكي بسحب القوات النظامية من شمال ووسط شمال العراق. ومع ذلك، ادعى أيضًا أن جماعته لن تحارب الدولة الإسلامية حتى يكون المالكي خارج منصبه ومنح السنة حقوقهم.
تم حل الجماعة في أوائل عام 2015، بعد معركة الرمادي التي استولت فيها الدولة الإسلامية على جميع أراضيها ودمرت قواتها العاملة. هرب علي حاتم السليمان إلى إقليم كردستان.